# Lymphozytose
Die Lymphozytose (oder Lymphocytosis) ist ein Befund der Blutbilduntersuchung, der durch eine erhöhte Lymphozytenzahl charakterisiert ist. Sie ist somit ein Sonderfall der Leukozytose. Es werden absolute und relative Lymphozytosen unterschieden. Im ersten Fall ist die Gesamtzahl (normal sind etwa 1.000–4.800/µl Blut) erhöht, im zweiten Fall nur der prozentuale Anteil der Lymphozyten an den Leukozyten im Rahmen des sogenannten Differentialblutbildes (rund 16–45 %) zu hoch, was auch an einer relativen Verminderung der myeloischen Zellreihe liegen kann.
Als Ursache einer isolierten Lymphozytose kommen vor allem virale Infektionen (Lymphocytosis infectiosa acuta) und Erkrankungen der blutbildenden Organe (Akute lymphatische Leukämie, Chronische lymphatische Leukämie) in Frage. Eine Lymphozytose kommt darüber hinaus als Spätreaktion bei Entzündungen und bei chronischen Infektionskrankheiten und chronischen Allergien vor. Bei Kindern bzw. Jungtieren ist eine Lymphozytose physiologisch.
Im weiteren Sinne kann auch eine Erhöhung der Lymphozytenzahlen in anderen Körperflüssigkeiten (z. B. im Liquor cerebrospinalis) so bezeichnet werden.